# 查克·史奈德之正義聯盟
《查克·史奈德之正義聯盟》（英語：Zack Snyder's Justice League）或被稱作「史奈德剪輯版（Snyder Cut）」，是2017年美國超級英雄電影《正義聯盟》的導演剪輯版。《正義聯盟》為DC擴展宇宙的第五部作品，改編自DC漫畫旗下的同名超級英雄團隊正義聯盟；片中收錄了查克·史奈德在離開電影製作前規劃但未被接任的喬斯·溫登放入電影的內容。故事講述蝙蝠俠、超人、神力女超人、閃電俠、水行俠和鋼骨結盟並試圖從荒原狼和他的外星生物軍團天啟魔的手中守護地球。
2017年電影《正義聯盟》在製作上陷入困境。其劇本在2016年至2017年之間及製作前、製作期間進行了重大更改。2017年5月，在女兒自殺後，查克·史奈德在後期製作階段辭職，並由溫登接手完成了該片的執導工作（未掛名）。溫登負責部分重拍和更改，這些更改包含增加了更明亮的色調和更多幽默感，並應華納兄弟的要求將片長從原定的160分壓縮至120分鐘。《正義聯盟》發行後受到影評界和觀眾間褒貶不一的評價，而且在商業上失利，使華納兄弟重新評估DC擴展宇宙的未來。
當有關電影的製作麻煩及其在史奈德卸任前的狀態細節流至外界時，許多影迷希望能推出更符合史奈德願景的剪輯版。粉絲、演職人員和工作人員陸續出面發聲推出此版本，並將其暱稱為史奈德剪輯版。當時，華納兄弟並無此規劃，而電影業人士則認為這幾乎不可能。直到2020年2月，華納兄弟改變了主意；史奈德於5月對外宣布將推出一部長達四小時的剪輯版，《查克·史奈德之正義聯盟》將在串流媒體HBO Max上推出。該片花費約7000萬美元進行修復，以完成視覺效果、作曲和剪輯。電影用於紀念史奈德已逝的女兒奧特姆（Autumn）。
《查克·史奈德之正義聯盟》於2021年3月18日在HBO Max上發行。影評界普遍認為這部電影比2017年院線版有所进步，稱讚史奈德的执导以及对角色刻画的改進，但過長的片長则受到批评。

## 劇情
數千年前，達克賽德率領天啟魔大軍試圖利用三個母盒的改造能力征服地球，綠光戰警、奧林匹斯舊神、亞馬遜族、亞特蘭提斯人和人類成功聯手擊退達克賽德，三個母盒被分別藏在不同的地方。現今，超人之死令母盒再次甦醒並發出訊號，導致達克賽德的部下荒原狼帶著天啟魔降臨地球。荒原狼想將母盒組成「三位一體」（Unity）來征服地球，希望借此結束流放並重新獲得達克賽德的青睞。
荒原狼先從天堂島奪回第一個母盒，希波吕忒女王因此點燃烽火以警告在人類世界的女兒黛安娜·普林斯，她在阻止了一場法院爆炸案後將此事告知布魯斯·韋恩。為了對抗即將到來的威脅，布魯斯一直嘗試招募像亞瑟·庫瑞這樣的超人類，但卻處處碰壁，只有貝瑞·艾倫願意加入，其父親正在監獄中服刑，貝瑞為了繳付刑事學科的學費而四處打工，曾經偶然運用超能力救了一名發生車禍的女孩艾莉絲·威斯特。另一方面，黛安娜找上了維克多·史東，其曾經在一次橄榄球赛后与其母回家遇上车祸，母亲去世，他则被父亲西拉斯·史東利用母盒的力量复活。維克多起初拒絕加入聯盟，直至父親和幾名星辰實驗室的員工遭天啟魔綁架後才自願加入。與此同時，荒原狼襲擊亞特蘭提斯的要塞，成功擊退梅拉和亞瑟後取走母盒。
布魯斯等人在詹姆斯·高登局長的口中得知荒原狼的位置，全員趕至地點與荒原狼交手並营救人质，但荒原狼卻破壞隧道灌入洪水，亞瑟及時出現阻延洪水以便他們逃脫。維克多則帶來最後一個母盒，表示母盒稱作「改造機器」，無視生死和規則，只會按照擁有者的需求而消滅或重建事物。聯盟便決定利用母盒來復活超人，以幫助他們抵抗荒原狼的入侵。众人挖出超人遺體，抵达星辰實驗室内的氪星飞船欲将其复活。维克多启动装置时意外看到被達克賽德摧毀的世界、黛安娜與亞瑟之死，以及痛失露薏絲·蓮恩的超人臣服於達克賽德的未來景象，原本準備叫停，但貝瑞在未知情况下以高速移動時所產生的電流成功啟動母盒，超人亦因而復活。剛復活的超人記憶和意識混亂，與眾人大打出手，就在布魯斯遭受攻擊時，露薏絲及時趕到安撫超人。在女友的協助下，超人經過療養恢復記憶，並與母親瑪莎團聚。
荒原狼闖入星辰實驗室取回最後一個母盒，西拉斯則犧牲性命為母盒升溫，讓維克多得以透過熱能來追蹤母盒的位置。透過衛星的定位，五人前往荒原狼藏身的俄罗斯的一处废弃鬼城普扎诺夫，準備與其交戰。而超人則回到氪星的偵查飛船中換到全新的黑色服裝，並且找上阿福詢問他被復活的原因。維克多雖然接觸到結合中的母盒，但眾人無法拖延荒原狼，使他不能分開母盒；千鈞一髮之際，身穿黑色服裝的超人趕到並擊敗了荒原狼，貝瑞卻遭到天啟魔射傷無法及時抵達維克多身旁為他提供電力，使母盒成功一體化，從而將地球上的一切分解並即將轉化成天啟星。貝瑞只好使用神速力倒轉時間，從而使維克多和超人及時分離母盒。亞瑟用三叉戟貫穿了荒原狼，超人再將其打飛，最後被黛安娜斬首；聯盟與憤怒的達克賽德對望後，後者向他的軍師狄薩德表示，他將親自出征地球奪取渴望已久的反生命方程式。
戰鬥結束後，布魯斯、黛安娜和阿福·潘尼沃斯決定將廢棄的韋恩莊園改建為正義大廳，供未來更多聯盟成員使用。黛安娜亦收到來自家鄉的訊息；貝瑞告知父親亨利取得中央城刑事部門的工作；維克多聽取父親的訊息，用自身力量行善；亞瑟告別梅拉和導師努迪斯·武爾科，並表示自己要去見父親；超人恢復了日常生活，繼續記者的工作，而布魯斯則從銀行贖回超人的住宅。
逃離阿卡漢精神療養院的雷克斯·路瑟希望招募史萊德·威爾森，后者以“私人恩怨”为由欲杀死蝙蝠侠，雷克斯则透露了蝙蝠俠的真實身份。另一方面，布魯斯夢見另一境象：倖存的他及貝瑞、維克多、梅拉和威爾森勉強與小丑合作，在被達克賽德毀滅的世界中迎戰受控的超人。布魯斯猛然驚醒，發現火星猎人前來拜訪，他曾偽裝成瑪莎安慰露薏絲。火星猎人对布魯斯組建聯盟表示认可，並希望與他保持聯繫以應付達克賽德的威脅。

## 演員
- 班·艾佛列克飾演布魯斯·韋恩／蝙蝠俠
- 亨利·卡維爾飾演凱·艾爾／克拉克·肯特／超人
- 艾美·亞當斯飾演露薏絲·蓮恩
- 蓋兒·加朵飾演黛安娜·普林斯／神力女超人
- 雷·費雪飾演維克多·史東／鋼骨
- 傑森·摩莫亞飾演亞瑟·庫瑞／水行俠
- 伊薩·米勒飾演貝瑞·艾倫／閃電俠
- 威廉·達佛飾演努迪斯·武爾科（英语：Nuidis Vulko）[6]
- 傑西·艾森柏格飾演雷克斯·路瑟
- 傑瑞米·艾朗飾演阿福·潘尼沃斯
- 黛安·蓮恩飾演瑪莎·肯特（英语：Jonathan and Martha Kent）
- 康妮·尼爾森飾演希波吕忒
- J·K·西蒙斯飾演詹姆斯·高登
- 希朗·漢德飾演荒原狼
- 安柏·赫德飾演梅拉
- 喬·蒙頓（英语：Joe Morton）飾演西拉斯·史東（英语：Silas Stone）
- 麗莎·羅文·康絲莉（英语：Lisa Loven Kongsli）飾演梅娜麗普（英语：Amazons (DC Comics)）
- 郑恺飾演萊恩·蔡
- 凱倫·布萊森（Karen Bryson）飾演愛蓮諾·史東（Elinore Stone）
- 凱爾西·克萊蒙（英语：Kiersey Clemons）飾演艾莉絲·威斯特（英语：Iris West）
- 雷·波特飾演達克賽德[7][4]
- 彼得·堅尼斯（英语：Peter Guinness (actor)）飾演狄薩德（英语：DeSaad）
- 亨利·藍尼克斯飾演卡爾文·史旺維克／喬恩·瓊茲／火星獵人[8]
- 傑瑞德·雷托飾演小丑

DCEU以前電影的角色如：羅蘋·萊特飾演安提奧佩將軍；大衛·休利斯聲演阿瑞斯，尼克·麥金利斯（Nick McKinless）負責真人演出；薩曼莎·喬飾演尤比亞（Euboea）；卡拉·古奇諾聲演氪星飛船的A.I.；羅素·克洛聲演喬·艾爾（僅語音檔）。未掛名的演出包括：比利·庫達普飾演貝瑞之父亨利·艾倫（Henry Allen）；凱文·科斯納飾演強納森·肯特（僅照片和語音檔）；喬·曼格尼洛在片尾飾演史萊德·威爾森／喪鐘。院線版的其他演員包括：塞爾吉·康斯坦斯（Sergi Constance）和奧羅爾·勞澤拉爾（Aurore Lauzeral）分別飾演奧林匹斯舊神宙斯和阿提米絲；朱利安·路易士·瓊斯和法蘭西斯·馬吉分別飾演亞特蘭提斯王（King Atlan of Atlantis）及亞瑟·潘德拉貢王。邁克爾·麥克埃爾哈頓飾演恐怖份子的領導者；馬克·麥克盧爾飾演熟識露薏絲的警察傑瑞（Jerry）。
達克賽德的好戰指揮官慈祥奶奶也出現在片中，由未掛名的演員飾演。綠光戰警亞蘭·戈和基洛沃格以CGI效果呈現。史奈德本人亦在片中客串，饰演于露薏絲走出咖啡厅一幕出现的窗邊客人。以布魯斯·韋恩作結的尾聲，史奈德拍攝了百老匯演員韋恩·T·卡爾（Wayne T. Carr，由費雪向史奈德推薦）飾演約翰·史都華的出場，但片商為了未來與史奈德宇宙無關的計劃而拒絕這個想法。史奈德向片商妥協，將此橋段中的該角改成火星獵人。

## 與院線版的差異
本片與2017年院線版有著諸多的不同，包括大幅度延長和修改的劇情，以及全新的配樂，畫面顏色被調暗，荒原狼的盔甲被重新塑造成銀色，超人的戰衣亦被修改成黑色，戰鬥片段亦有不同程度的修改，部分更被完全重拍，而且並不包含由喬斯·溫登所拍攝的任何鏡頭，可以說是一部新版本的電影。

## 歷史

### 《正義聯盟》的製作
在《超人：鋼鐵英雄》（2013年）上映後，導演查克·史奈德概述了DC擴展宇宙（DCEU）的基礎，該框架圍繞著五部電影，其中包括《超人：鋼鐵英雄》、《蝙蝠俠對超人：正義曙光》（2016年）和《正義聯盟》（2017年）組成的三部曲。他最初的願景是讓《蝙蝠俠對超人》成為專營權中最黑暗的一部，並讓電影從那起變得更有「希望」。但《蝙蝠俠對超人》的表現不佳，多數批評指向其黑暗基調、缺乏幽默感和節奏緩慢。此反響讓華納兄弟和史奈德將重新評估即將上映的DCEU電影，特別是已經殺青的《自殺突擊隊》（2016年）及距拍攝還有一個月的《正義聯盟》。史奈德和編劇克里斯·泰瑞歐改寫了《正義聯盟》，以使其在色調上比原先計劃的要充滿希望。攝影指導法比安·華格納說，史奈德「希望擺脫系列中其他電影的風格化、去飽和、超高對比度的外貌」。此外在早期发展中，华纳兄弟公司也曾否决史奈德的一些想法，包括加入布鲁斯·韦恩和露易丝·莱恩的感情戏。

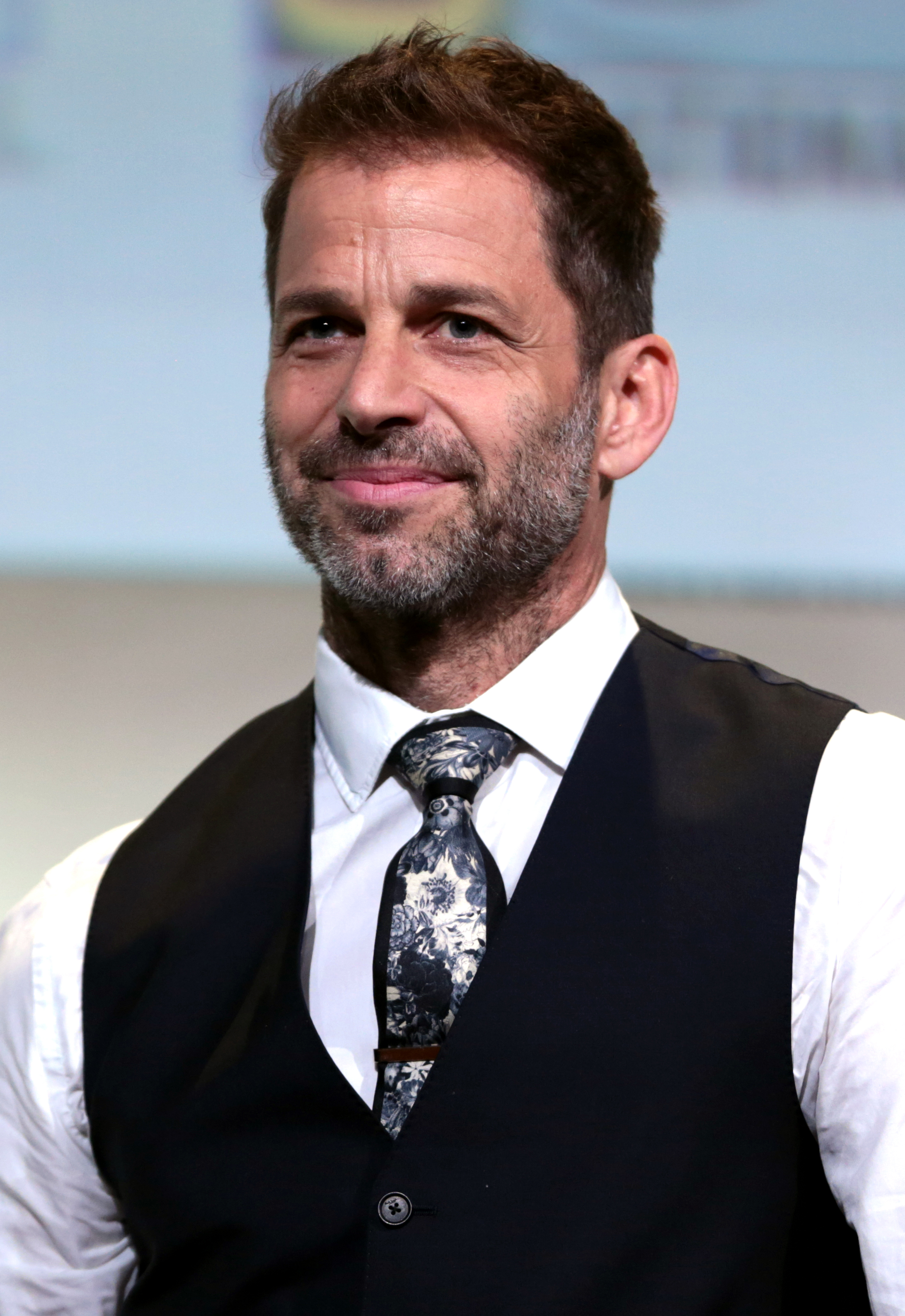
《正義聯盟》的導演查克·史奈德

《正義聯盟》的主要拍攝於2016年4月開始進行，直到12月結束。期间在英国进行拍摄时，華納兄弟公司CEO凱文·辻原特别指派DC娱乐首席创意官傑夫·強斯与华纳兄弟的执行副总裁强·柏格前往监督，要求两人每天至少有一人出现在片场。幾個月後，除了施奈德的親朋好友外，他向華納兄弟的高管們展示了《正義聯盟》的多份片段。儘管剪輯的視覺效果鏡頭和部分混音不完整，但最終片長和精剪都得以確定。史奈德說，他有多次削減，電影基本上已「完成」，只需要再「幾次CG調整」即可。《富比士》撰稿人兼電影編劇馬克·休斯（Mark Hughes）說，史奈德的剪輯完成了90%以上，而《每日電訊報》引用視覺效果專家的話估計，華納兄弟公司還需要3000萬至4000萬美元才能完成這部電影。看過該剪輯的華納兄弟高管認為，史奈德已努力地改善《蝙蝠俠對超人》中遭批評的基調。儘管如此，于2017年1月看过原片的辻原仍然對結果不滿意，要求《正義聯盟》的時長不得超過兩個小時。有內部人士透露，這剪輯被認為「不適合觀看」。
在否定史奈德的版本後，華納兄弟公司聘請了喬斯·溫登改寫劇本，並協助進行大量補拍工作，後者曾執導了漫威電影宇宙電影《復仇者聯盟》（2012年）和《復仇者聯盟2：奧創紀元》（2015年）。華納兄弟公司還決定不推遲上映日（這將使電影製片人有更多時間來正確地完成《正義聯盟》），以便高管保留年度獎金，部分原因是擔心母公司AT&T在即將進行的合併後解散了製片商。查克·史奈德的女兒奥特姆·史奈德（Autumn Snyder）於2017年3月自殺身亡。史奈德繼續在《正義聯盟》工作兩個月以分散自己的注意力，然後在5月份辭職。而和他一同參與製作的妻子黛博拉·史奈德也離開了該項目。
史奈德離開後，溫登被認為擁有《正義聯盟》製作的完全控制權，他為劇本曾寫了八十頁的內容；史奈德估计，溫登改写及重拍《正义联盟》的内容有四分之三；华格纳则估計剪輯版僅使用了史奈德所拍攝鏡頭的10%。作曲者Junkie XL完成了他的電影作曲，但在後製階段中被丹尼·葉夫曼取代。溫登為院線而寫或重拍的場景具有明亮的調性和幽默感，並減少了史奈德較黑暗的暴力成份。為了滿足規定的時長，史奈德的鏡頭被刪除了90分鐘以上，但結果仍然符合故事的基本輪廓。雖然初剪在試看觀眾間的評價不佳，但溫登剪輯版的初步試映得分和《神力女超人》（2017年）相當，這使華納兄弟決定讓溫登以此方向繼續工作。《正義聯盟》后於2017年11月17日在院線上映，雖然史奈德仍保有電影上映時的導演正名，但他本人从未看过该片，对于粉丝询问的剧情问题也一概不知。其妻黛博拉则与执行制片人克里斯托弗·诺兰一起观看，过后两人劝史奈德不要去看院线版，以免他因此伤心失落。
影評人將院線剪輯描述為「科學怪人」電影，顯然是兩位不同導演作品的相互競爭。《正義聯盟》的票房總收入為6.579億美元，而預算為3億美元；預估的盈虧平衡點高達7.5億美元。Deadline Hollywood報導，該片將讓使華納兄弟公司損失了約6000萬美元。由於電影表現不佳，華納兄弟決定放棄史奈德對於每部電影間共同宇宙的願景，轉而專注於獨立電影和個人系列。

### #ReleaseTheSnyderCut運動
《正義聯盟》在院線上映後，影迷們立即創建了線上請願書，以推出超過18萬個簽名的「史奈德剪輯版（Snyder Cut）」。該運動在社交媒體上均使用一標籤。這在粉絲們不知道有所謂的《正義聯盟》史奈德剪輯版前就已開始進行。影迷們對院線版的評價褒貶不一，認為接手的溫登創作了這次等的版本而激發了這場運動。這種情況與《超人II》（1980年）相似；兩者都涉及該導演在完成製作之前就被更換，這導致了第二位導演接手並進行了重大更改。前者的導演李察·唐納在2006年完成他的《超人II：李察·唐纳剪辑版》。外界認為《正義聯盟》的另一種剪輯版之所以不可避免，是因史奈德先前的電影已作為家庭媒體的加長剪輯版重新發行（如2009年的《守護者》和《蝙蝠俠對超人：正義曙光》），而這些加長版被影評人認為優於院線版。
《正義聯盟》的工作人員也對史奈德剪輯版的推出表達支持，包括演員傑森·摩莫亞、希朗·漢德和雷·費雪，以及攝影師克萊·艾諾斯（Clay Enos）、故事板藝術家傑伊·奧利瓦、攝影指導華格納、班·艾佛列克的特技替身李察·塞特隆（Richard Cetrone）。在院線版演出兩週年之際，演員和工作人員透過社交媒體表達了自己的支持。其他與《正義聯盟》無關的電影和漫畫書行業人士也支持發行史奈德剪輯版，包括電影製片人凱文·史密斯、電視製片人史蒂芬·S·迪奈特，以及漫畫作家羅伯·利菲爾德、羅伯特·柯克曼和傑瑞·歐德維。但其他媒體對此並不樂觀，《Boxoffice Pro》首席分析師蕭恩·羅賓斯（Shawn Robbins）認為響應這場運動的人沒有多到能產生影響。業內人士也稱史奈德剪輯版的推出不太可能。作家馬里歐·F羅伯斯（Mario F. Robles）根據他與行業的關係表示，華納兄弟不信任史奈德的願景，也不願意花費數百萬美元來完成他的作品。在這場運動中，媒體人士稱史奈德剪輯版為「捏造」或「神話」般的存在。
運動的成員從事粉絲行動來推廣它。在華納兄弟公司與AT&T合併後，2018年6月，粉絲與AT&T的高管進行了接觸；2019年6月，他們與新的華納兄弟CEO安·薩爾諾夫取得了聯繫，後者在辭職後取代了辻原，一個月後又發起了大規模的信訪活動；並在2019年7月宣布新的串流媒體服務HBO Max後與華納媒體取得聯繫。在2019年聖地牙哥國際漫畫展之前，一名粉絲發起了一項群眾集資活動，其中一半資金將用於廣告活動（包括廣告牌和宣傳史奈德剪輯版的飛行橫幅廣告），另一半將捐贈給美國自殺預防基金會（AFSP）。在2019年紐約動漫展上也有類似的活動，該運動在時報廣場上的兩個廣告牌上購買了廣告空間，上頭包括演員和工作人員的名言。2019年12月，又有粉絲租用了另一張橫幅廣告，這次是要薩爾諾夫透過華納兄弟發行史奈德剪輯版。2020年1月，該運動在足總盃期間購買了4分鐘的廣告空間，還有設置於河畔球場內部的數位橫幅來宣傳該片。截至2020年1月，該運動為AFSP籌集了超過15萬美元。他們的努力贏得了史奈德和AFSP的讚許。

### 計劃重啟與剪輯
在經過數月的猜測之後，2019年3月，史奈德證實他的原始剪輯確實存在，並表示已與華納兄弟公司會談將其發行。11月，一位內部人士聲稱華納兄弟不太可能以任何形式推出史奈德剪輯版，並表示這種希望是個「白日夢」。但到了隔月，史奈德在他的Vero帳戶中張貼了一張照片，其中顯示了帶有標有膠帶的盒子，並寫道：「這是真的嗎？它存在嗎？當然了。」根據史奈德的說法，他最初以為他的剪輯版永遠不會發行，但是其片段可能會收錄在紀錄片中。
董事長陶比·艾默瑞奇跟進了運動並與史奈德接觸後，華納兄弟最終決定於2020年2月開始重啟該計劃。史奈德邀請了華納兄弟公司、HBO Max公司和DC的高管們到他們家觀看史奈德剪輯版。他還提出了一些想法，其中包括可能推出的故事情節剪輯。留下深刻印象的高管們決定讓該項目繼續進行。史奈德開始重組電影的原後製團隊以完成該剪輯。雖然2019冠状病毒病疫情幾乎阻礙了這項工作，但史奈德仍不放棄，並於2020年4月至2020年5月間將這項工作通知了原演員。他表示，雷·費雪起初以為他是在開玩笑。
尚未看過院線版的史奈德將他的版本描述為「是個全新的事物，尤其是對看過已發行電影的人們而言，是除了那部電影以外的新體驗。」且這也有利於擴展電影角色的未來發展。2020年5月20日，在《超人：鋼鐵英雄》的線上觀看會之後，史奈德在問答時間中宣布，華納兄弟公司將於2021 年在HBO Max上以《查克·史奈德之正義聯盟》之名義發行他的《正義聯盟》剪輯版。無論是一部長達四小時的電影或是由六集組成的迷你劇，此時還未知曉《查克·史奈德之正義聯盟》將會採取何種發行方式。該修復預算將達2000萬至3000萬美元，以完成視覺效果、作曲和剪輯。華納媒體董事長兼HBO Max負責人羅伯特·格林布拉特在受訪時表示，查克·史奈德版的《正義聯盟》是對院線版的《正義聯盟》的反思，且期望該計劃能僅花到3000萬美元。2020年9月23日，據透露史奈德正準備於10月進行拍攝，儘管之前有報導稱該作不會再補拍。艾佛列克、加朵、卡維爾和費雪都將回歸參與，加上額外拍攝的費用，預算約為7000萬美元。但卡維爾在報導釋出不久後指出，自己將不會參與補拍作業。拍攝於10月6日開始，安柏·赫德、傑瑞德·雷托和喬·曼格尼洛都回歸出演各自的角色，分別是梅拉、小丑與喪鐘。2020年12月，史奈德透露剪輯版的特效工作已完成75%，且有望以R級尺度推出，當中包含說髒話的蝙蝠俠及將人分裂的天啟魔。史奈德還以Zoom軟體來遠程指導位於倫敦的《怪獸與鄧不利多的秘密》（2022年）劇組來拍攝伊薩·米勒的額外場景。這段新鏡頭的拍攝時間只有四到五分鐘。2021年1月底，史奈德確認剪輯工作已完成。

## 音樂
湯姆·霍肯伯格或稱為，負責電影配樂作曲。他之前已完成了《正義聯盟》院線版的完整配樂，隨著史奈德離開及溫登接手，霍肯伯格也被丹尼·葉夫曼取代。當霍肯伯格在2020年初受僱為導演剪輯版作曲時，他決定重新開始並為電影創作全新配樂，其中包括54首曲目，長達4小時20分鐘。
第一首曲目於2021年2月17日發行。霍肯伯格將其描述為《查克·史奈德之正義聯盟》的「國歌」，該樂曲在正片中間10分鐘播放。第二首曲目於2021年3月12日發行。霍肯伯格將該樂曲描述為「全電子，有時是全管弦樂」，同時結合了搖滾和陷阱元素。電影原聲帶2021年3月18日與電影發行的同一天透過水塔音樂發售。
由艾莉森·克羅翻唱李歐納·柯恩的歌曲〈哈利路亞〉在片尾播放，以紀念過世的奥特姆·史奈德（Autumn Snyder）。
| 曲目列表 | 曲目列表                                                  |
| 曲序     | 曲目                                                      |
| -------- | --------------------------------------------------------- |
| 1.       | Song to the Siren（蘿絲·貝茲（Rose Betts）演唱）                    |
| 2.       | A Hunter Gathers                                          |
| 3.       | Migratory                                                 |
| 4.       | Things Fall Apart                                         |
| 5.       | Wonder Woman Defending / And What Rough Beast             |
| 6.       | World Ending Fire                                         |
| 7.       | Middle Mass                                               |
| 8.       | Long Division                                             |
| 9.       | No Paradise, No Fall                                      |
| 10.      | The Center Will Not Hold, Twenty Centuries of Stony Sleep |
| 11.      | As Above, So Below                                        |
| 12.      | No Dog, No Master                                         |
| 13.      | Take This Kingdom by Force                                |
| 14.      | A Splinter from the Thorn That Pricked You                |
| 15.      | Cyborg Becoming / Human All Too Human                     |
| 16.      | The Path Chooses You                                      |
| 17.      | Aquaman Returning / Carry Your Own Water                  |
| 18.      | The Provenance of Something Gathered                      |
| 19.      | We Do This Together                                       |
| 20.      | The Will to Power                                         |
| 21.      | Smoke Become Fire                                         |
| 22.      | I Teach You, the Overman                                  |
| 23.      | A Glimmer at the Door of the Living                       |
| 24.      | How We Achieve Ourselves                                  |
| 25.      | The Sun Forever Rising                                    |
| 26.      | Underworld                                                |
| 27.      | Superman Rising, Pt. 1 / A Book of Hours                  |
| 28.      | Beyond Good and Evil                                      |
| 29.      | Monument Builder                                          |
| 30.      | Monument Destroyer                                        |
| 31.      | Urgrund                                                   |
| 32.      | So Begins the End                                         |
| 33.      | The House of Belonging                                    |
| 34.      | Earthling                                                 |
| 35.      | Flight Is Our Nature                                      |
| 36.      | Indivisible                                               |
| 37.      | And the Lion-Earth Did Roar, Pt. 1                        |
| 38.      | And the Lion-Earth Did Roar, Pt. 2                        |
| 39.      | Superman Rising, Pt. 2 / Immovable                        |
| 40.      | At the Speed of Force                                     |
| 41.      | My Broken Boy                                             |
| 42.      | That Terrible Strength                                    |
| 43.      | An Eternal Reoccurrence of Change                         |
| 44.      | We Slay Ourselves                                         |
| 45.      | Your Own House Turned to Ashes                            |
| 46.      | All of You Undisturbed Cities                             |
| 47.      | The Art of Preserving Fire                                |
| 48.      | The Crew at Warpower                                      |
| 49.      | The Foundation Theme（（摘自《查克·史奈德之正義聯盟》）） |
| 50.      | Batman, a Duty to Fight / To See                          |
| 51.      | Batman an Invocation to Heal / To Be Seen                 |
| 52.      | Wonder Woman, a Call to Stand / A World Awakened          |
| 53.      | Flash, the Space to Win / Our Legacy Is Now               |
| 54.      | 哈利路亞（艾莉森·克羅演唱）                               |

## 發行
《查克·史奈德之正義聯盟》定於2021年3月18日在HBO Max上發行。同時，DC和華納還擬定了其他發行計劃，使該片在沒有HBO Max的地區上推出。部分地區（歐洲和亞洲）可在HBO Go上觀看。2020年11月，史奈德表示在COVID-19疫情影響得到控制後期望能將該片在IMAX影院放映。該剪輯版以1.33：1格式推出。另外在电影分级方面，相比院线版的PG-13级，该片则因暴力场景与部分语言被评为R级。
原本該片預計以共計4集、每集一小時的迷你劇形式推出，但史奈德還是在2021年1月宣布改以一部四小時的長片發行。華納媒體隨後在新聞稿中證實這點，稱《查克·史奈德之正義聯盟》為「最長的Max原創電影」。黑白剪輯版《黑白正義》（Justice Is Gray Edition）於3月25日推出。
2021年3月8日，一些HBO Max订户发现平台上的电影《猫和老鼠》打开的竟是《查克·史奈德之正義聯盟》，原片遭官方意外泄露。随后官方修复这个漏洞，但没有任何回应。同时，《正義聯盟》的误放也使一些原想观看《猫和老鼠》（PG级）的儿童因看到限制级内容而受到影响。

### 營銷
2020年5月20日，在宣布《查克·史奈德之正義聯盟》的同時，HBO發布了正義聯盟六名成員的海報。雖然這些海報以前曾用於院線版電影的宣傳，但HBO的海報採用黑白濾鏡，並強調史奈德的名字。Screen Rant網站的克里斯·阿加爾（Chris Agar）稱該濾鏡「是與院線發行中主流色彩繽紛的《正義聯盟》海報形成鮮明對比，這絕對是分離電影的兩個版本的有意選擇。」史奈德於2020年5月22日宣布正在準備一部預告片。
2020年6月11日，華納兄弟宣布將於美國西岸時間8月22日起，舉辦免費參加、無須認證的虛擬粉絲體驗活動「DC FanDome」，全世界的粉絲們將可在此期間共襄盛舉。其中也有包含《查克·史奈德之正義聯盟》在內的多部DC電影與影集也將在本次線上展覽中進行宣傳。僅30秒的前導預告片於同年6月18日釋出，內容涉及神力女超人、由傑西·艾森柏格飾演的雷克斯·路瑟人聲和達克賽德的模樣。2020年7月25日，黑色服裝超人劇照釋出。2020年8月22日，首支預告片在上釋出，取得觀眾普遍好評。11月初，由於李歐納·柯恩歌曲〈哈利路亞〉的版權到期，HBO Max的社交平台暫時將原先的預告片刪除。2020年11月17日，院線版上映三週年之際，含有部分新鏡頭的預告片版本以黑白方式重新上傳至查克·史奈德的Vero帳戶中，並以彩色方式上傳於HBO Max的社交媒體帳戶中。
查克·史奈德於2021年1月29日發表三張全新宣傳海報，分別為「墜落」（Fallen）、「再起」（Risen）和「重生」（Reborn），同時確定電影於2021年3月18日發行。2月8日，史奈德在第五十五屆超級盃期間宣布，美東時間14日早上9點14分釋出正式預告。2月14日，全新兩分鐘預告片正式釋出。預告中的一片段涉及雷托的小丑說「我們生活在這個社會中」，這句話成為用於與小丑相關的網路迷因，多數用來嘲諷那些自以為高人一等的人。
史奈德在2020年12月曾想撰寫一本以蝙蝠俠和小丑為中心的搭檔前傳漫畫書，以搭配片中末日後的惡夢世界劇情，揭示在小丑謀殺羅賓前，閃電俠如何回到過去警告布魯斯·韋恩。他後來又提出一部設定在《蝙蝠俠對超人》之前的小型漫畫集，內容詳細闡述羅賓的去世和蝙蝠俠的血統，在與超人會面之前，蝙蝠俠在打擊犯罪方面採取更為惡毒的作法。儘管進行過相關討論，但史奈德還是在2021年2月確認DC拒絕他的提案。

## 反響

### 收視
電影正式上線後，根據Samba TV報導，3月19日至21日期間，有180萬美國家庭至少觀看了電影的前五分鐘。總數落後於DCEU的《神力女超人1984》（360萬），但領先於在同週上線Disney+的《獵鷹與酷寒戰士》首播集。同時也報導，只有三分之一的家庭一起坐著觀看了這部電影。第一週，在美國有220萬戶家庭觀看，其中有792,000（36％）人看完電影。在同一時間段內，HBO Max應用程式的下載率比平均一周增加了64％，點閱率增加了8.9％。《富比士》估計，如果所有新訂閱者都觀看該電影並繼續訂閱該平台，那麼《查克·史奈德之正義聯盟》將為華納兄弟公司帶來約2.66億美元的收入。

### 評價
《查克·史奈德之正義聯盟》在影評界和觀眾間收獲正評居多，普遍認為比起2017年院線版更好。評論匯總網站爛番茄根據311條評論，本片獲得72%的新鮮度，平均得分6.7／10；共識評論：“《查克·史奈德之正義聯盟》名副其实，它通过宏大剪辑来扩充、贴合导演的构想，也满足了那些希望此片出现的粉丝们。”Metacritic網站上根據46條評論，本片獲得54分，属“好坏参杂”评价。

## 備註
1. ↑  正片中写为“Access娱乐（拉特帕克的母公司）与沙丘娱乐”。
2. ↑  院線版《正義聯盟》的預算為3億美元[3]。該數值僅包括完成史奈德剪輯版所需的金額。前華納媒體董事長羅伯特·格林布拉特（英语：Robert Greenblatt）表示，完成史奈德剪輯版所需的花費將超過外界報導的2000萬至3000萬美元[4]。在宣布將進行補拍作業後，預估預算上升至7000萬美元。

## 外部連結
- 官方网站
- 互联网电影数据库（IMDb）上《查克·史奈德之正義聯盟》的资料（英文）
- Metacritic上《查克·史奈德之正義聯盟》的資料（英文）
- 爛番茄上《查克·史奈德之正義聯盟》的資料（英文）
- AllMovie上《查克·史奈德之正義聯盟》的资料（英文）
- 開眼電影網上《查克·史奈德之正義聯盟》的資料（繁體中文）
- 豆瓣电影上《查克·史奈德之正義聯盟》的資料 （简体中文）
- 时光网上《查克·史奈德之正義聯盟》的資料（简体中文）